# Zunfthaus zum Rüden
Zunfthaus zum Rüden – zabytkowy budynek w historycznym centrum Zurychu w Szwajcarii, pochodzący z połowy XIV w. Aktualny wygląd uzyskał po nadbudowie górnej kondygnacji ok. 1700 r. Pierwotnie pełnił funkcję ratusza. Pomieszczenia na piętrze były miejscem spotkań bogatych kupców i szlachetnie urodzonych obywateli miasta, zebranych w Gesellschaft zur Constaffel. W 1401 r. przeszedł na własność stowarzyszenia Constaffel.
Aktualnie (2023 r.) mieści się w nim restauracja „Haus zum Rüden”.

## Galeria

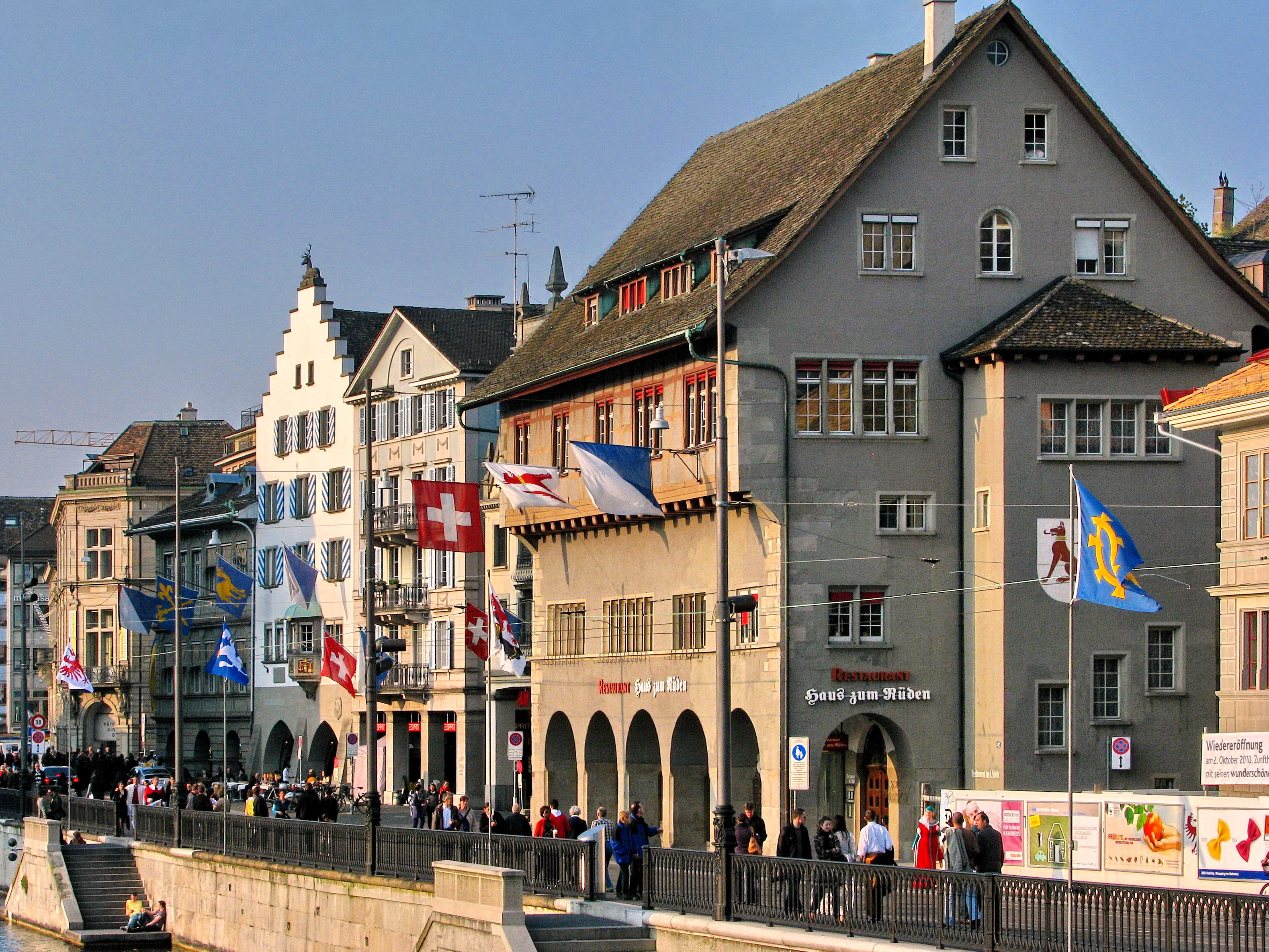
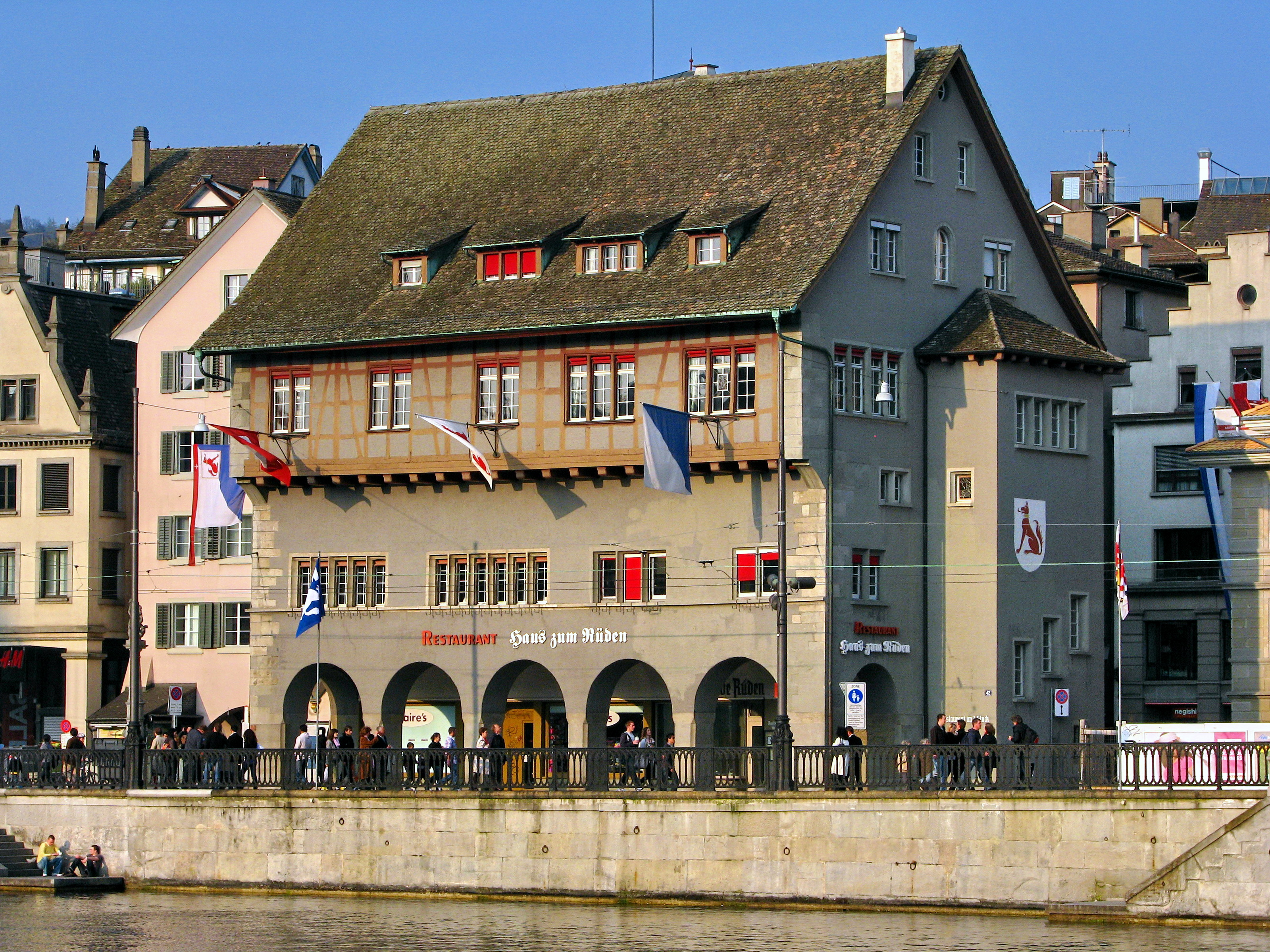
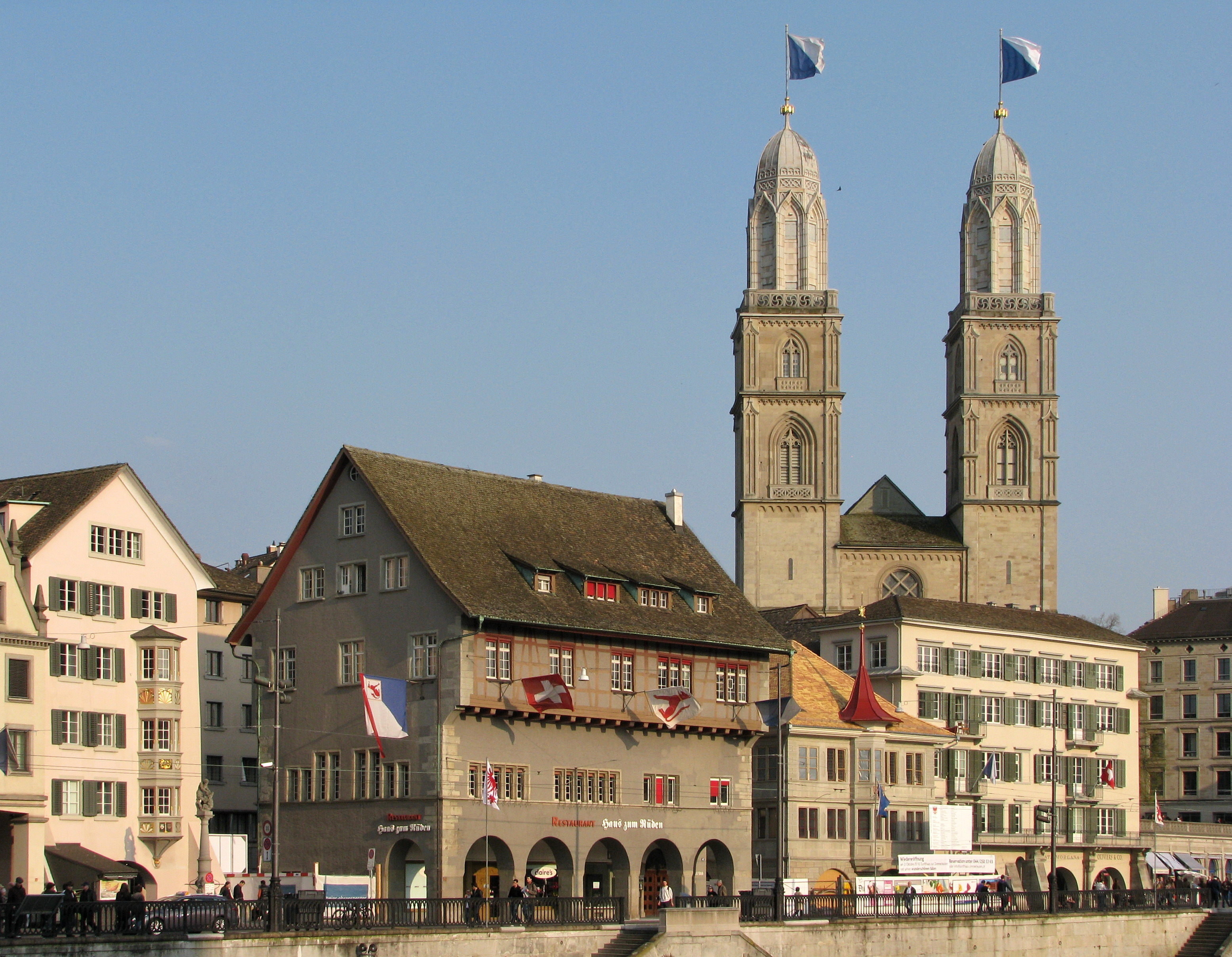
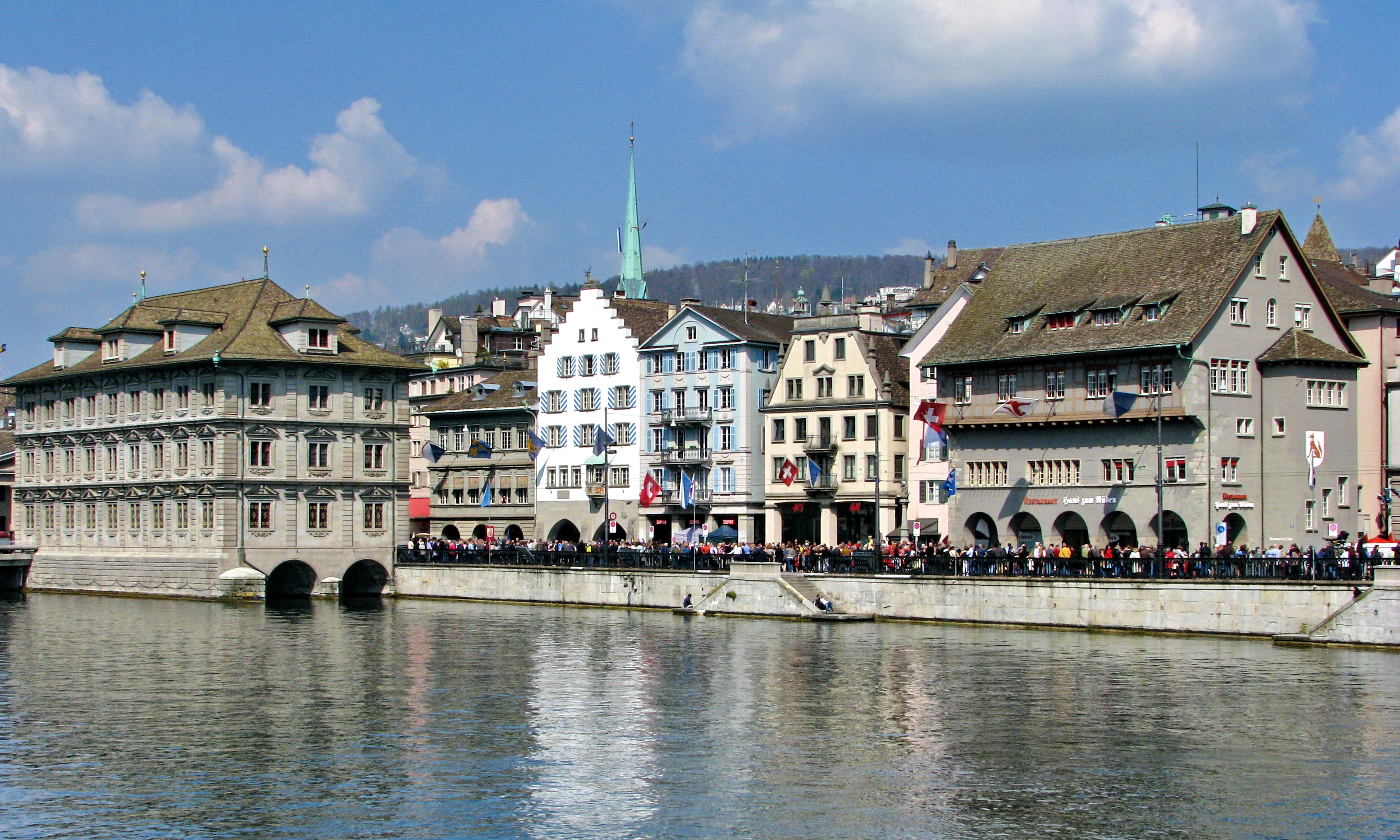
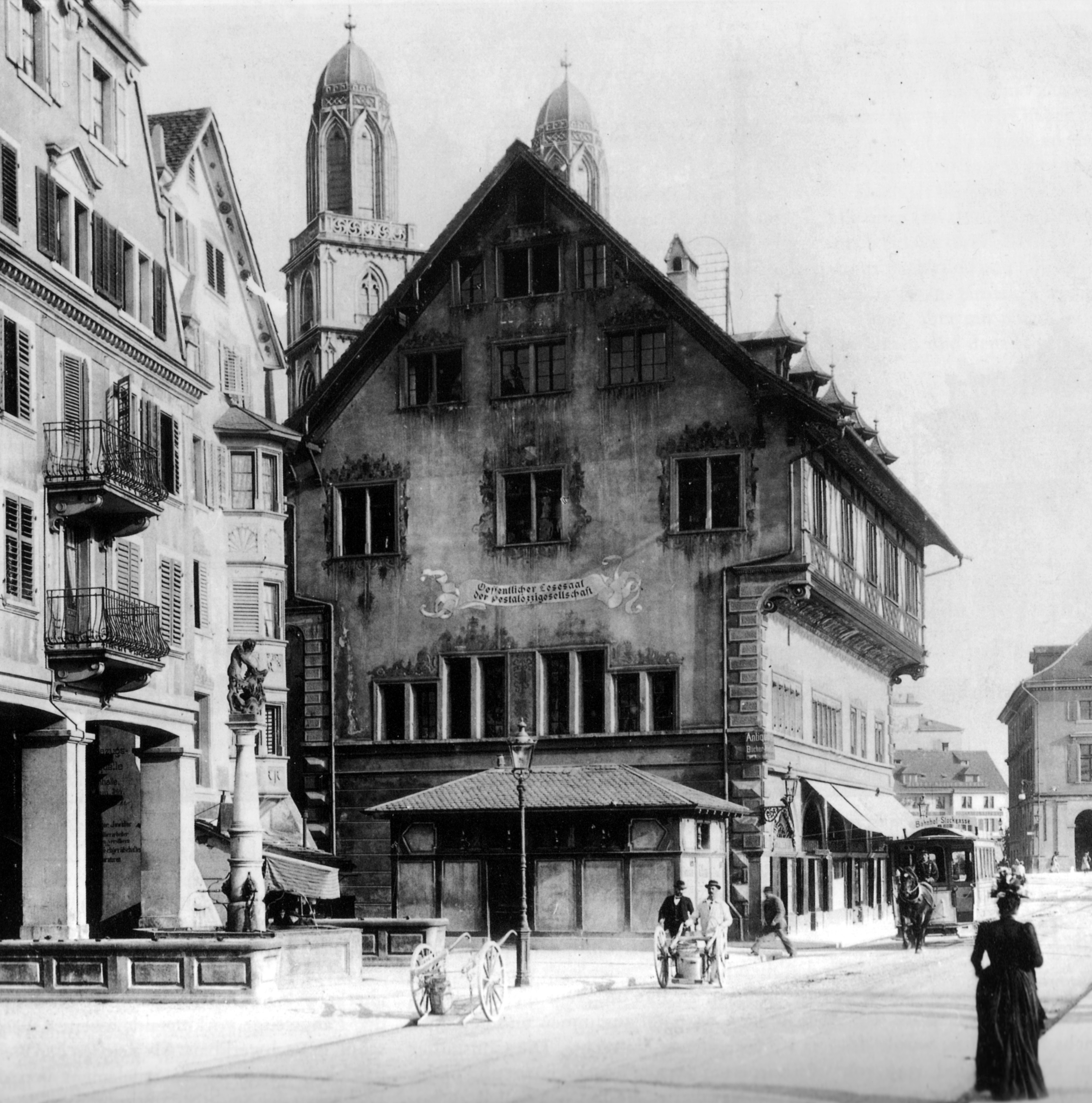
Widok z ratusza (1898)